# الديوان الغربي الشرقي

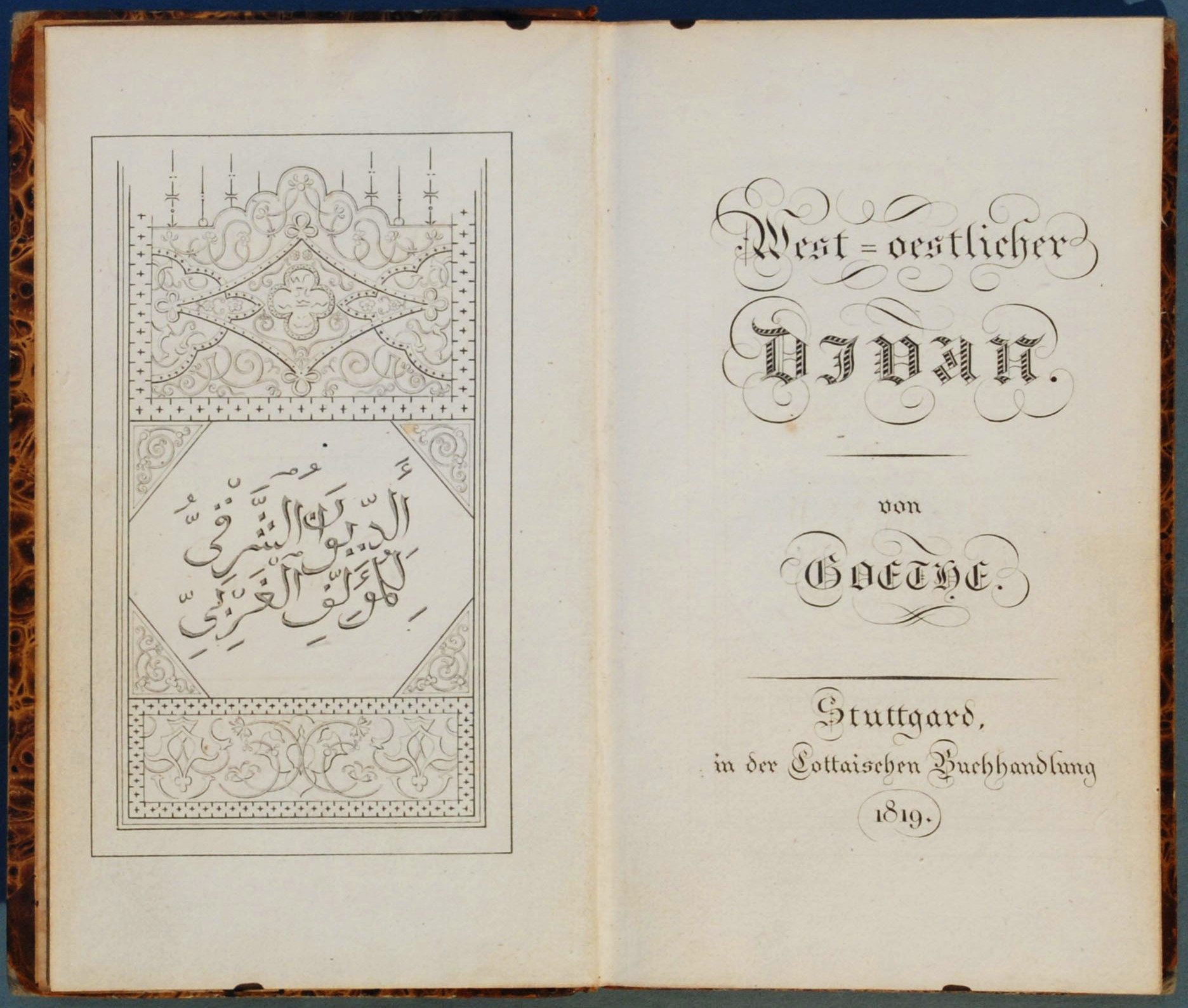
غلاف الطبعة الأولى، دار نشر كوتا، 1819

الديوان الغربي الشرقي (بالألمانية: West-östlicher Divan) مجموعة من القصائد الغنائية للشاعر الألماني يوهان فولفغانغ فون غوته استوحاها من أعمال الشاعر الفارسي حافظ الشيرازي، كتب غوته الديوان بين 1814 وعام 1819، ونشر للمرة الأولى في 1819، ثم النسخة الموسعة في العام 1827، هذا الديوان كان من آخر أعمال غوته الشعرية. العمل كان مستوحى من مراسلات غوته مع ماريان فون فيليمر، ومن ترجمة المستشرق السويسري جوزيف فون هامار لقصائد حافظ. حاول غوته في هذا الديوان أن يتضمن مزجاً بين الثقافة الغربية والشرق من حيث اللغة (فارسية-ألمانية) والديانة (إسلام-مسيحية). يحتوي على اثني عشر كتاباً بمختلف الأنواع الشعرية.
اهتم غوته في الديوان الغربي الشرقي بالشعر العربي الجاهلي وخاصة شعر المعلقات، واعتمد على ترجمة وليم جونز عند كتابة الفصل الذي اسماه «العرب» في «التعليقات والأبحاث» الخاصة بالديوان الشرقي، وكذلك أشاد ببعض الشعراء العرب الكلاسيكيين من أمثال تأبط شراً وأبي تمام. وأعرب غوته في عمله هذا احترامه الشديد للإسلام، ووصل إلى الحد أنه قال «لا أكره أن يقال عني مسلم» عند إعلانه صدور الديوان، وربما يعود السبب في احترام غوته للإسلام للعصر الذي عاش فيه، فحركة التنوير كانت دائماً تسعى لإظهار قيمة الأديان غير الدين المسيحي. تأثر غوته أثناء كتابته الديوان كذلك بالقرآن، عدد القصائد في الديوان التي استلهمها من القرآن ليس بيسير، واعتمد في ذلك على ترجمة فون هامر المنشورة في مجلة كنوز الشرق.
الديوان يشتمل على 12 كتاباً: «كتاب المغني»، «كتاب حافظ»، «كتاب التفكير»، «كتاب الحزن»، «كتاب الحكم»، «كتاب تيمور»، «كتاب زليخة»، «كتاب الساقي»، «كتاب الأمثال»، «كتاب الفارسي»، «كتاب الخلد».

## وصلات خارجية
| - الديوان الغربي الشرقي، على أرشيف الإنترنت. - الديوان الغربي الشرقي، على مشروع جوتنبرج. - الديوان الغربي الشرقي، على كتب جوجل. | - الديوان الغربي الشرقي، على موقع أمازون. - الديوان الغربي الشرقي، على مكتبة جامعة هارفارد. - الديوان الغربي الشرقي، على مكتبة جامعة ميشيغان. |

## قراءات إضافية
- الديوان الشرقي للمؤلف الغربي، يوهان فولفغانغ فون غوته، ترجمة عبد الرحمن بدوي، بيروت، المؤسسة العربية للدراسات والنشر، ط.2، 1980.